# Horace Short
Horace Leonard Short, född 2 juli 1872, död 6 april 1917, var en brittisk flygplanskonstruktör.
Short, arbetade som Thomas Edisons europeiska agent i Sussex men lämnade 1903 agenturen för att arbeta med ångturbiner. Han bildade tillsammans med sina bröder Eustace och Oswald 1908 ett företag i Battersea London för att licenstillverka Wright Flyer i november samma år registrerades företaget Short Brothers. I juli 1909 skapade man flygplatsen Shellbeach-Aerodrom på ön Isle of Sheppey som ligger i Themsens floddelta där även Royal Aero Club bedrev sin verksamhet. Fabriken, som hade 80 anställda i augusti 1909, tillverkade ett flygplan på beställning av John Moore-Brabazon som han flög en mile med den 30 oktober samma år och därmed vann en tävling som tidningen Daily Mail hade utlyst.
År 1910 bygger bröderna Short sitt första egna flygplan Short-Dunne 5 och när Royal Aero Club flyttade till Eastchurch följde bröderna Shorts med.

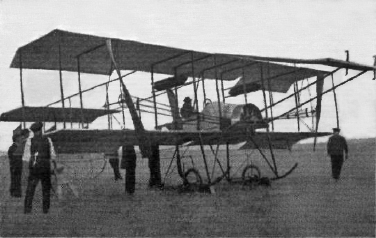
Short 39 (Triple Twin).

Företaget flyttade senare till Leysdown på Isle of Sheppey. Eftersom man övergick till att konstruera egna flygplan kom Short att medverka i flera lyckade konstruktioner, bland annat var Short Brothers de första som tillverkade ett tvåmotorigt flygplan, Short 39 (Triple Twin) år 1911. Han var även den första som tillverkade ett torpedflygplan som lyckades att sänka ett fartyg.
Bland andra konstruktioner kan nämnas Shorts Pusher från 1912, som var det första plan som kunde starta från ett fartyg under gång och biplanet Shorts Tractor som hade vikbara vingar och kunde avfyra en torped.

## Flygplan konstruerade av Horace
- Short 42
- Short 74
- Short 184